# NOS Bevrijdingsjournaal
Het NOS Bevrijdingsjournaal was een programma dat de NOS in 2019 en 2020 uitzond ter gelegenheid van de bevrijding van de Duitse bezetting in Nederland in 1944 en 1945, 75 jaar eerder. Het bestond uit fictieve televisiejournaals in 1944 en 1945, waarin met techniek uit de 21e eeuw verslag werd uitgebracht over de oorlogsontwikkelingen, inclusief filmbeelden daarvan met verslaggevers ter plaatse.

## Presentatie
| Presentatie          | Jaren     |
| -------------------- | --------- |
| Herman van der Zandt | 2019-2020 |

## Correspondentie
| Presentatie        | Jaren     |
| ------------------ | --------- |
| Kysia Hekster      | 2019-2020 |
| Marieke de Vries   | 2019-2020 |
| Tim de Wit         | 2019-2020 |
| Martijn Bink       | 2019-2020 |
| Lex Runderkamp     | 2019-2020 |
| Wouter Zwart       | 2019-2020 |
| Sjoerd den Daas    | 2020      |
| Annemarie Kas      | 2020      |
| Tanja Braun        | 2020      |
| David Jan Godfroid | 2020      |
| Willemijn Hoebert  | 2019      |

## Afleveringen
| Aflevering | Titel Aflevering                                       | Uitgezonden       | Info |
| ---------- | ------------------------------------------------------ | ----------------- | --- |
| 1          | Enorme troepenopbouw in Portsmouth                     | 3 juni 2019       | Dag 1: Correspondent Tim de Wit vertelt vanuit Engeland over de troepenopbouw daar, Verslaggever Martijn Bink staat in Calais om over de Duitse afweer te vertellen. In de studio legt militair historicus Christ Klep meer uit over de militaire strategie. |
| 2          | Rouen alvast platgebombardeerd                         | 4 juni 2019       | Dag 2: Verslaggever Martijn Bink doet verslag vanuit Rouen in Normandië. De stad wordt al dagen gebombardeerd door de geallieerden. Weervrouw Willemijn Hoebert vertelt dat de weersverwachting voor een invasie vooralsnog "niet goed" is. |
| 3          | Hitler vertrouwt op zijn Atlantikwall                  | 5 juni 2019       | Dag 3: Correspondent Tim de Wit vertelt over de afgeblazen invasie vanuit Engeland naar Normandië. Die kon niet doorgaan vanwege het slechte weer. Verslaggever Martijn Bink merkt in Caen, vlak bij de Normandische kust, nog weinig van het dreigende oorlogsgeweld. En correspondent Wouter Zwart in Berlijn legt uit dat Hitler volop vertrouwen heeft in zijn verdedigingslinie langs de kust, de Atlantikwall.                                      |
| 4          | Invasie begint ergens anders dan Duitsers verwachten   | 6 juni 2019       | Dag 4: De geallieerden zijn op vijf stranden in Normandië begonnen met de grootste amfibische landing aller tijden: D-day. Intussen denkt Hitler dat de echte invasie nog moet komen en bij Calais zal plaatsvinden. |
| 5          | De doden op de stranden krijgen een naam               | 7 juni 2019       | Dag 5: Er wordt steeds meer bekend over wat er tijdens de landing op de stranden is gebeurd en hoeveel soldaten er zijn omgekomen. En wat blijkt: de Britten hebben een nepleger. |
| 6          | Nazi's verdeeld over hun verdediging                   | 8 juni 2019       | Dag 6: De opmars gaat minder snel dan verwacht. Er moeten nog honderdduizenden troepen aan land worden gezet en de tegenstand van de Duitsers is groot. Toch bereidt de Nederlandse regering in ballingschap zich voorzichtig voor op een bevrijd Nederland, meldt verslaggever Kysia Hekster vanuit Londen. |
| 7          | Duizenden parachutisten komen naar beneden             | 17 september 2019 | Dag 1: Lex Runderkamp vertelt over de enorme aantallen parachutisten die hij vanmiddag uit de lucht zag komen bij Arnhem. "Wie hier omhoog keek, moest zich echt even in de ogen wrijven." Hij denkt dat het de grootste luchtlanding aller tijden is. Wat het doel is van deze operatie van de geallieerden, is nog niet duidelijk. Militair historicus Christ Klep vertelt in de studio aan Herman van der Zandt over wat hij vermoedt dat het doel is. |
| 8          | Parachutisten komen niet voor bevrijding Nederland     | 18 september 2019 | Dag 2: Militair historicus Christ Klep vertelt in de studio hoe de operatie vermoedelijk wordt voortgezet. Verslaggever Lex Runderkamp is in Arnhem, waar de luchtlanding moeizaam verloopt in vergelijking met gisteren. Ondertussen liggen verdriet en blijdschap in het bevrijde Eindhoven heel dicht bij elkaar, ziet verslaggever Martijn Bink |
| 9          |                                                        | 19 september 2019 | Dag 3: Het is een zwarte dag voor Eindhoven en de geallieerde troepen van Market Garden. Verslaggever Martijn Bink staat in Eindhoven. De stad is gebombardeerd en er zijn tientallen slachtoffers gevallen. Lex Runderkamp volgt het spoor van de vermiste Britse generaal Roy Urquhart. De generaal blijkt door de Duitsers in het nauw gedreven, maar kan onderduiken bij een inwoner van Arnhem, Anton Derksen.                                       |
| 10         |                                                        | 20 september 2019 | Dag 4: De Britse grondtroepen proberen de lange weg vrij te houden van de Belgische grens tot aan Nijmegen. Door het onophoudelijk Duitse verzet langs de smalle tweebaansweg, is deze inmiddels tot 'Hell's Highway' omgedoopt door de geallieerde soldaten. Brandende voertuigen en nieuwe Duitse aanvallen veroorzaken steeds oponthoud. |
| 11         |                                                        | 21 september 2019 | Dag 5: De Rijnbrug in Arnhem is weer volledig in handen van de Duitsers. Na ruim drie dagen van zware gevechten heeft het Britse bataljon van kolonel Frost, of wat daar nog van over was, zijn positie moeten opgeven. |
| 12         |                                                        | 22 september 2019 | Dag 6: Grote steden zien er verlaten uit, in de Jodenbuurten woont niemand meer. Hele families worden door de Duitsers op transport gezet. Een klein deel weet te vluchten en onder te duiken Volgens de Duitsers is Amsterdam ‘gereinigd’ van Joden. |
| 13         |                                                        | 23 september 2019 | Dag 7: militair historicus Christ Klep legt uit hoe vernietigend het nieuwe wapen is van de Duitsers. |
| 14         |                                                        | 24 september 2019 | Dag 8: De Britten houden met de moed der wanhoop stand in Oosterbeek, maar elke dag verliezen zo'n 200 soldaten hun leven en raken er honderden gewond. Ondertussen heeft de Duitse bezetter steeds meer arbeidskrachten uit Nederland nodig. De dwangarbeiders moeten met gevaar voor eigen leven nieuwe verdedigingslinies aanleggen voor de Duitsers.                                                                                                  |
| 15         | Rode Leger rukt op naar Berlijn, wat gaat Stalin doen? | 25 september 2019 | Dag 9: Lex Runderkamp is nog steeds in Oosterbeek, wat een onverdedigbaar gebied is geworden. De Duitsers drijven de Britten steeds verder terug. Vanuit Washington doet Marieke de Vries verslag van de strijd tussen de Amerikanen en Japan. En wat zal er gebeuren met Duitsland, wanneer de oorlog eindelijk is afgelopen? Want hoewel er afspraken zijn met Stalin rijst de vraag wat hij gaat doen als het Rode Leger Berlijn heeft veroverd.       |
| 16         | Waarom mislukte Operatie Market Garden?                | 26 september 2019 | Dag 10 |

Elke aflevering is het fictieve televisiejournaal van de dag die 75 jaar eerder is dan de uitzenddatum. Het gaat om vier series van opeenvolgende dagen. De bovengenoemde afleveringen vormen de eerste twee series, die van juni en september 1944. De derde serie bestaat uit 7 fictieve televisiejournaals van 25-31 januari 1945, de vierde bestaat uit fictieve televisiejournaals van 27 april t/m 9 mei 1945 en de vijfde uit de fictieve televisiejournaals van 6 t/m 15 augustus 1945.